# Uitgeverij Koppernik
Uitgeverij Koppernik is een Nederlandse uitgeverij, gevestigd te Amsterdam. Uitgeverij Koppernik legt zich toe op zowel Nederlandse als vertaalde literatuur, met naast proza ook poëzie. 

## Geschiedenis
Uitgeverij Koppernik werd in 2013 opgericht door Bart Kraamer en Chris de Jong. De naam van de uitgeverij is een verwijzing naar Copernicus. De uitgeverij kreeg meteen algemene belangstelling met de eerste uitgave: de voor meerdere prijzen genomineerde roman Zeer helder licht van Wessel te Gussinklo.

## Auteurs
Uitgeverij Koppernik geeft werk uit van Nederlandstalige auteurs onder wie Wessel te Gussinklo, Cees Nooteboom, Armando, H.C. ten Berge, Huub Beurskens, Wiel Kusters, Donald Niedekker, Jan Lauwereyns, alsook van buitenlandse auteurs onder wie Vladimir Nabokov, Witold Gombrowicz, T.S. Eliot, Samuel Beckett, Breyten Breytenbach, Peter Handke en Stig Dagerman.